# 安德烈·齐卡提洛
安德烈·罗曼诺维奇·齊卡提洛（羅馬化：Andrei Romanovich Chikatilo，羅馬化：Andrii Romanovych Chykatylo；1936年10月16日—1994年2月14日），俄羅斯籍連環殺手。他在1978年至1990年之間共殺害53名女子及兒童，他亦是俄羅斯最有名的殺人犯，直至另一名俄羅斯籍連環殺手亞歷山大·皮丘希金在2006年被捕為止。他報稱共殺害63人，但俄羅斯警方只能證實其中48人。
因為其大部分受害者均在蘇聯俄羅斯羅斯托夫州遇害而有“羅斯托夫屠夫”、“紅色開膛手”及“羅斯托夫開膛手”之稱。只有小部分是在蘇俄的其他州份、蘇維埃烏克蘭及烏茲別克境内遇害。

## 早年生活

### 童年
齊卡提洛出生于於乌克兰苏维埃社会主义共和国苏梅州亞布盧奇内村。他出生正逢因斯大林农业集体化运动而造成的乌克兰大饥荒。乌克兰农民被迫上缴所有粮食，由国家负责分配。大规模饥荒在整个乌克兰愈演愈烈以至于同类相食。齐卡提洛的母亲曾告诉他他的兄長史提芬被一群受饑餓折磨的鄰居擄走，並將他吃掉。然而并沒有實質的証據證明此事发生。
齐卡提洛的父母都是农业工人，全家住在一间小屋子里。年幼的齐卡提洛患有夜间遗尿症，每次尿床都会遭其母亲打骂。苏联卷入二战后，其父被紅軍徵召入伍，其后在一次战斗中因伤被俘入狱。战争期间，齐卡提洛目睹了闪电战，并因此受到了打击和刺激。齐卡提洛曾和其母亲被迫眼睁睁地看着自家的房子毁于大火。1943年其父开赴前线后，家中又添一女塔季扬娜。1949年，其父被美军释放回家。但他并未因战绩而受到奖赏，反而因向纳粹投降而称为叛徒。
齐卡提洛性格内向专一，也因此造就了他的阅读能力：青年时已经非常热爱共产主义的文献，也因而被任命为其所在学校学生共产主义委员会主席。在他的童年和青年时期，齐卡提洛一直是同龄人欺负的对象。
齐卡提洛青春期时，他发现自己患有慢性勃起功能障碍、嚴重的社交障礙和自我憎恨。在和女性相处时，齐卡提洛非常羞涩：他青年时期的唯一一次性行为是在17岁，他将其妹妹11岁的朋友按倒在地并与之打斗，女孩在试图挣扎出齐卡提洛的控制时，齐卡提洛获得了性高潮。
1953年，齐卡提洛完成学业并申请莫斯科国立大学奖学金，虽然他通过了入学测试，但因为成绩不够好而遭拒。在1957年至1960年期间，齐卡提洛在部队服強制性兵役。

### 结婚和教师生涯
1963年，齐卡提洛与其妹妹的朋友结婚，后育有一子一女。齐卡提洛向其妻表示自己的性功能障礙，其妻為了傳宗接代，同意齐卡提洛以手指將精液推入阴道中。1965年，其女柳德米拉出生，4年后其子尤里出生。 1971年，齐卡提洛完成了俄语文学的函授课程并在罗斯托夫国立大学获得学位。
齐卡提洛之后在新沙赫京斯克开始俄语和俄语文学的老师生涯。不过在因多次关于他骚扰学生而被投诉后，他的教师生涯也就此结束。齐卡提洛随后在一家工厂谋得一个职位。

叶蕾娜·扎科特诺娃，9岁

## 行兇開始

### 杀害扎科特诺娃
1978年9月，齊卡提洛搬往一个靠近顿河畔罗斯托夫名为沙赫特的煤矿小镇，在那，他杀害了第一名受害者。同年12月22日，齐卡提洛诱骗名叫叶蕾娜·扎科特诺娃的九岁小女孩到他此前偷偷购买的旧房子中并试图强奸她，不过他没能勃起。当小女孩试图挣脱时，齐卡提洛异常愤怒并对她的腹部连刺三刀，而杀死女孩的过程却让齐卡提洛获得了性高潮。在齐卡提洛被捕后的审讯中，他回忆道在刺杀叶蕾娜时，小女孩“沙哑的说了些什么”，这之后他毫无意识地掐死了女孩并弃尸河中。女孩的尸体在案发后两天被发现。
大量的证据都将扎科特诺娃之死与齐卡提洛相关联：齐卡提洛购买的旧屋附近的雪地中发现血迹；邻居注意到齐卡提洛在12月22日傍晚出现在那栋房子里；扎科特诺娃的书包在街道末端的河的对岸（表明女孩在此被抛入河中）以及有目击人向警方提供证据说就在扎科特诺娃失踪前，有长相形似齐卡提洛的男子曾在公交车站与扎科特诺娃对话。尽管种种证据指向齐卡提洛，一个名为亚历山大 ·克拉夫琴科的25岁男子因其曾在青年时犯下奸杀一名女孩的罪行，而被逮捕并将定罪其杀害了扎科特诺娃。在克拉夫琴科的审讯中，他否认此前的认罪并坚称他是无辜的，并表示此前为屈打成招。尽管如此，克拉夫琴科未能因此摆脱牢狱之灾。他因此被判刑15年（最长监禁时间）。在受害者家属的施压下，1983年7月，克拉夫琴科最终因杀害扎科特诺娃的罪名被处死。在杀害扎科特诺娃同时，齐卡提洛感受到了性冲动和高潮，并且了解自己在刺砍女性和小孩致其死亡时能获得快感。齐卡提洛被逮捕后也表明，其之后的诸项谋杀均为重现当日经历。

### 再次行凶及连续杀人
齐卡提洛交代了他在1981年的第二次行凶。当他在试图和一名17岁的寄宿学校女孩拉里萨·特卡琴科在顿河旁的树林发生性关系失败后，齐卡提洛因此狂怒，殴打并最终掐死了女孩。由于他没有刀，齐卡提洛用牙齿和树棍破坏了尸体。1982年6月12日，齐卡提洛在东斯科伊的小村庄购物回家时偶遇了的13岁女孩柳博芙·伯约克。他和女孩走在一起并与之搭讪，并通过灌木丛防范潜在的目击者。齐卡提洛突然将伯约克扑倒在地，将她拖到附近的小树林中，撕扯她的裙子并且连刺带砍杀死女孩。

柳博芙· 伯约克（13岁），1982年6月12日遭杀害

杀害伯约克后，齐卡提洛不再克制自己杀人的欲望：1982年7月到9月间，他先后杀害了不少于五名年龄界于9至19岁之间的孩子。他建立一种侵犯孩子或在汽车或火车站的年輕流浪者的方式。他先引诱他们到附近的树林或者其他比较隐秘的地方然后杀害他们。通常的手段是先刺杀或砍杀致死，再用刀碎尸；尽管部分受害者被殴打然后被掐死，但身上仍有多处刀伤。
14歲少女柳博芙·沃洛布耶娃（Lyubov Volobuyeva），1982年7月25日在克拉斯諾達爾遇害。
9歲男童奥列格·波日达耶夫（Oleg Pozhidayev），1982年8月13日遇害，他的遺體直至現在都仍未尋回。
16歲少女奥莉加·库普林娜（Olga Kuprina），1982年8月16日遇害。
19歲少女Irina Karabelnikova，1982年9月8日遇害。
15歲少年謝爾蓋·库兹明（Sergey Kuzmin），1982年9月15日遇害。
10歲女童Olga Stalmachenok，1982年12月11日遇害。
齊卡提洛在這6個月期間在車站或鐵路站找尋獵物，然後將他們誘至附近的森林行兇。而遇害者都是一些無家可歸或離家出走的年靑人士。
在1983年6月18日（或之後），齊卡提洛再次行兇，遇害者是15歲少女劳拉·萨尔基相（Laura Sarkisyan）；她的遺體直至現在都仍未尋回。他在往後的3個月裏再殺害5名婦孺及孩童。包括：
13歲少女伊琳娜·杜年科娃（Irina Dunenkova）。1983年7月遇害。
24歲女子Lyudmila Kushuba。1983年7月遇害。
7歲男童伊戈尔·古德科夫（Igor Gudkov），1983年8月9日遇害，他是53名受害者中年齡最小。
22歲女子Valentina Chuchulina，1983年9月19日之後遇害。
約18至25歲的女子（身分不能辨認），預計在1983年7月至10月之間遇害。
遇害的3名女子都是妓女或是無家可歸的年靑女子；齊卡提洛“承諾”會給她們伏特加或金錢來進行性行為，然後誘至附近森林行兇，而該2名較年少的受害者則以玩具或糖果來引誘。
當齊卡提洛在1983年6月至9月行兇後，莫斯科警方派遣米哈伊尔·费季索夫（Mikhail Fetisov）前往羅斯托夫調查該6件謀殺案。费季索夫抵達後將調查範圍收窄在沙赫特一帶的精神病患者及有記錄的性侵犯者，费季索夫亦安排法證專家布维克托·拉科夫（Victor Burakov）來調查沙赫特一帶的可疑人士。雖然警方曾拘捕一些有殘疾及有刑事記錄的年輕疑犯及對他們進行嚴刑迫供；期間有一名年幼疑犯因受不住嚴刑迫供的痛苦而自殺，進展仍是緩慢。
警方集中調查該6件謀殺案期間，在1983年10月至1984年9月，齊卡提洛殺害了15名人士：因此警方唯有派出大量便衣警察及軍裝警察，高調地在公共交通轉運點及總站巡邏。遇害者包括：
19歲少女薇拉·舍夫昆（Vera Shevkun），1983年10月27日遇害。
14歲少年謝爾蓋·马尔科夫（Sergey Markov），1983年12月27日遇害。
17歲少女Natalya Shalapinina，1984年1月9日遇害。
45歲女子瑪塔·里亚边科（Marta Ryabenko），1984年2月21日遇害。
10歲男童德米特里·普塔什尼科夫（Dmitriy Ptashnikov），1984年3月24日遇害。
32歲女子塔季扬娜·彼得罗相（Tatyana Petrosyan）及其11歲女兒斯韦特兰娜·彼得罗相（Svetlana Petrosyan），1984年5月25日遇害。
22歲女子叶连娜·巴库琳娜（Yelena Bakulina），1984年6月遇害。
10歲男童德米特里·伊拉里奥诺夫（Dmitriy Illarionov），1984年7月10日遇害。
19歲少女安娜·列梅舍娃（Anna Lemesheva），1984年7月19日遇害。
20歲女子斯韦特兰娜·灿娜Svetlana Tsana，1984年7月遇害。
16歲少女Natalya Golosovskaya，1984年8月2日遇害。
17歲少女柳德米拉·阿列克谢耶娃（Lyudmila Alekseyeva），1984年8月7日遇害。
約20至25歲的女子（身分不能辨認），預計在1983年8月8日至11日之間在烏茲別克的塔什干遇害。
12歲的哈薩克籍無家女童Akmaral Seydaliyeva，1984年8月13日遇害。
11歲男童Alexander Chepel，1984年8月28日遇害。
24歲女子Irina Luchinskaya，1984年9月6日遇害。

## 首次被捕
1984年9月13日，齊卡提洛繼續在位於羅斯托夫的某一個車站找尋獵物，但今次他被一名便衣警探截停及拘捕；因為在搜查齊卡提洛的攜身物品時發現一把刀及繩子，而且警方其後發現原來齊卡提洛因被懷疑涉及一件偷竊案而被調查，令警方得以合法地拘留齊卡提洛一段合理時間。
不過因為不能証明齊卡提洛與近1年多發生的多宗謀殺案有關而沒有被起訴，最後他只因為干涉輕微罪行而被判處監禁1年，而且他只坐牢3個月便被釋放。

## 繼續行兇
齊卡提洛被釋放後便低調地搬往新切爾卡斯克工作，直至1985年8月才再行兇；分別是18歲少女Natalya Pokhlistova（她在莫斯科遇害）及伊琳娜·古利亚耶夫（Irina Gulyayeva）。
1985年中旬， 伊萨·科斯托耶夫（Issa Kostoyev）接任费季索夫的謀殺案件，他不單將在羅斯托夫發生的謀殺案再一次調查、重新審問所有位於羅斯托夫的性侵犯者及重新規劃在羅斯托夫所有車站的巡邏模式之外，他還向一名姓氏為Bukhanovsky的精神科醫生研究這名行兇者的作案手法。不過很遺憾的是齊卡提洛已感受到警方加強對“他干犯的謀殺案”的調查工作，因此他才在該2名少女殺害後便在往後2年沒有再在羅斯托夫行動。
在1987年5月16日，齊卡提洛再次行兇，不過他不在羅斯托夫行動；他在烏拉山脈地區列夫達進行商務工作時將13歲男童奥列格·马卡连科夫（Oleg Makarenkov）殺害；他的遺體直至齊卡提洛在1990年被捕後才尋回。同年7月27日，他在烏克蘭的札波羅結殺害12歲男童Ivan Bilovetskiy，及後在同年9月15日在列寧格勒殺害16歲少年Yuri Tereshonok。
齊卡提洛在1988年4月才再次在羅斯托夫行兇；在4月1日至4日之間，他在紅蘇林將一名年約18至25歲的女子（身分不詳）殺害。同年5月15日，他在烏克蘭的伊洛瓦伊斯克將9歲男童阿列克谢·沃龙科（Alexey Voronko）殺害及在7月14日將15歲少年叶夫根尼·穆拉托夫（Yevgeniy Muratov）殺害，齊卡提洛之後直至翌年3月才行兇。
在1989年3月至8月，齊卡提洛共殺害5人，包括：
16歲少女塔季扬娜·雷若娃（Tatyana Ryzhova），1989年3月8日遇害。
8歲男童亞歷山大·季亚科诺夫（Alexander Dyakonov），他在生日過後翌日（即1989年5月11日）遇害。
10歲男童莫阿列克谢·伊谢耶夫（Alexey Moiseyev），1989年6月20日遇害。
19歲匈牙利籍女學生海伦娜·沃尔高（Helena Varga），1989年8月19日遇害。
10歲男童阿列克谢·霍博托夫（Alexey Khobotov），1989年8月29日遇害，他的遺體直至齊卡提洛在1990年被捕後才尋回。
齊卡提洛的行兇令警方進行大規模的行動；包括出動大量軍裝警察高調地巡邏羅斯托夫的所有繁忙車站及公共地方，而較為人流較少的或規模較少的車站則由便衣警察及喬裝打扮成妓女或流浪者的女警巡邏；希望可以迫使行兇者要在便衣警察及女警的巡邏地方找尋獵物。
1990年11月6日，當齊卡提洛將最後一名受害者： 22歲女子Svetlana Korostik肢解及離開現場時，他被一名正在在Donleskhoz火車站巡邏的便衣警察截停。
在Svetlana Korostik遇害前，齊卡提洛已在1990年間殺害另外7人：
11歲男童安德烈·克拉夫琴科（Andrei Kravchenko），1990年1月14日遇害。
10歲男童雅罗斯拉夫·马卡罗夫（Yaroslav Makarov），1990年3月10日在羅斯托夫植物公園內遇害。
31歲女子柳博芙·祖耶娃（Lyubov Zuyeva），1990年4月4日遇害。
13歲男童维克托·彼得罗夫（Viktor Petrov），1990年7月28日遇害。
11歲男童伊万·福明（Ivan Fomin），1990年8月14日遇害。
16歲少年瓦迪姆·格罗莫夫（Vadim Gromov），1990年10月16日遇害。
16歲少年维克托·季先科（Viktor Tishchenko），1990年10月30日沙赫特遇害。
雖然該名便衣警察調查齊卡提洛時發現多項可疑行為：包括當時齊卡提洛從森林走出來，且沒有登山運動的衣著與裝備，他攜帶著一個不適合裝草菇的尼龍運動袋（當時市民們只在想打發時間時，才會進入森林採草菇）、他的衣著也並非登山裝，而且他的衣物、耳朵及臉頰沾有類似血液的污漬等等，該名便衣警察仍然在檢查齊卡提洛的証件後放行了他，但該名便衣警察在巡邏完畢後，將截停及調查齊卡提洛的異況，記在當日調查報告上。
數天後，警方在Donleskhoz火車站附近發現2具屍體，警方隨即（亦是第2次）便想到齊卡提洛並懷疑他便是兇手，因為其中一名受害者(Svetlana Korostik)的遇害日期正是便衣警察在Donleskhoz火車站附近截停齊卡提洛的日期。
齊卡提洛第1次被警方懷疑是在1978年，女童叶蕾娜·扎科特诺娃遇害後，因為有証人指出叶蕾娜·扎科特诺娃遇害前當與齊卡提洛一起。
其實，如果該名便衣警察當時搜查齊卡提洛的尼龍運動袋便可立即拘捕他，不需要再等一段時間才行動；因為原來當時該尼龍運動袋內正裝著Svetlana Korostik的乳房。

## 拘捕及自白
其實當警方發現叶蕾娜·扎科特诺娃的遺體時，警方仍沒有足夠証據來拘捕及檢控齊卡提洛，不過他已被警方24小時跟蹤及將他每日的活動拍下來。
1990年11月20日，齊卡提洛外出買啤酒，途中他漫無目的地與素不相識的小童一起玩樂，當齊卡提洛用1加侖（3785毫升）的瓶子，卻只買了300毫升啤酒，警方才拘捕他。
不過，就算警方拘捕了齊卡提洛，只要警方在10天內不進行檢控，他們要被迫要放走齊卡提洛；但是警方拘捕齊卡提洛後發現他身上的手指傷痕，包括一隻斷骨手指-經醫生診斷後-是由人類咬成的，與被遇害少年维克托·季先科的牙印及環境証據吻合，令他們相信齊卡提洛便是要找的疑犯。
警方雖然用盡一切方法，包括以“因精神問題而不作檢控”為條件，引誘齊卡提洛告白，但齊卡提洛不為所動；在被警方拘留的9日中，他只對他的所作所為說出一些含糊的話。
直至警方邀請精神科醫生Bukhanovsky協助，齊卡提洛才開始說出他的所作所為。雖然如此，警方仍需要實質証據才能檢控齊卡提洛（謀殺案是需要有／找到屍體才可檢控，只有極端的情況下才在沒有找到屍體而仍作出檢控）；不過齊卡提洛願意協助警方找尋他們仍未發現的屍體。
在同年11月30日至12月5日之間，齊卡提洛承認及描述他所干犯的56件謀殺案；不過其中3件是因為完全不能找回屍體及不能辦認其“失踪者”身分而沒有被檢控，而齊卡提洛描述的56件謀殺案中，只有其中36件是被警方調查；因為其餘17件謀殺案（不計3件沒有檢控的）是發生在羅斯托夫以外的地方及在齊卡提洛下協助才揭發。
齊卡提洛其後被還押監禁；在俄國人心中，對兒童性暴力是絕對不可容忍的，更不必說是姦殺兒童，囚犯都看不起這種人。干犯這些案件的囚犯會隨時被其他囚犯性侵甚至殺害，不過齊卡提洛則沒有這些事情發生。在齊卡提洛被還押監禁期間，他被24小時監察，但他與一般人一樣沒有任何異樣。

## 審訊及處決
1991年蘇聯瓦解，俄羅斯獨立，齊卡提洛的謀殺案是在前蘇聯時期中最嚴重的案件，所以就算當時政局不穩，俄羅斯市民仍關注齊卡提洛的案件。
1992年4月14日，審訊開始。雖然齊卡提洛在法庭上作出怪異行為，他被認定適合審訊。審訊期間，齊卡提洛被關在一個鐵籠裏，以防他被庭上聽眾襲擊；受害者的親友在庭上大喊，要求當庭釋放齊卡提洛，好讓令他們進行私刑，當中亦有受害者的親友在聽到受害者名字後暈倒。齊卡提洛在自辯時，他說出一些無稽的說話；包括他說他是孕婦或他被輻射所感染，甚至他在庭上兩度除下褲子並大叫他不是同性戀者，同時他否認部分早已承認的謀殺案件。審訊尾聲時，他在籠裏大唱大叫，令審訊暫時要停止。當法庭要求齊卡提洛結案陳詞時，他沒有說任何話。
1992年7月，審訊完畢並在同年10月15日所出裁決。法官Leonid Akhobzyanov裁定齊卡提洛的53件謀殺案中有52件成立，判處52次死刑。法官判詞指出：“死刑是唯一我可以判處的刑罰……。”庭上聽眾及受害者的親友聽見判處結果後大肆叫好。當齊卡提洛為他的罪名給予最後發表機會時，他歸咎於當時的社會制度、某一些政治要員、他的不舉（再一次除下褲子）及烏克蘭大饑荒，他亦有說明他只是為社會鏟除“社會垃圾”。
1994年1月4日，时任俄羅斯總統葉利欽拒絕齊卡提洛的減刑上訴，同年2月14日，齊卡提洛被帶往一間隔音房，劊子手從齊卡提洛的右耳打下一槍，結束了齐卡提洛的生命。